# 艾芬豪 (加利福尼亞州)
艾芬豪（英語：Ivanhoe）是位於美國加利福尼亞州圖萊里縣的一個人口普查指定地區。

## 地理
艾芬豪的座標為36°23′16″N 119°13′09″W / 36.38778°N 119.21917°W，而該地最高點為海拔高度111米（即364英尺）。

## 人口
根據2010年美國人口普查的數據，艾芬豪的面積為1.190平方千米，當中陸地面積為1.190平方千米，而水域面積為0.000平方千米。當地共有人口4495人，而人口密度為每平方千米3,777人。